# Барак (суддя)
Барак, Варак (івр. בָּרָק — блискавка) — персонаж Книги Суддів, п'ятий за рахунком суддя Ізраїля епохи Суддів (XII–XI ст. до н. е.), син Авіноама з Кадету.

## Визволення від поневолювачів
Ізраїльтяни порівняно недавно завоювали Ханаан під проводом Ісуса Навина і з усіх боків на них нападали сусіди, прагнучи знищити народ, який зовсім недавно вийшов з єгипетського рабства. Ханаанський цар Явін, що правив у той час у Хацорі, двадцять років утискав ізраїльський народ за його відхід від Ягве. Пророчиця Девора передала Бараку, який жив у Кедеш Нафталі наказ від імені Бога зібрати чоловіків з колін Нафталі і Завулона і рушити з ними до гори Фавор. Однак Барак злякався тієї місії, яку вона поклала на нього, і відповів, що згоден стати на чолі народного ополчення лише в тому випадку, якщо Девора сама візьме участь у цій війні, навіть якщо слава перемоги над ворогом буде належати не йому, чоловікові, а жінці Деворі. Тоді до гори Фавор з'явилася і Девора. Біля потоку Кішон ізраїльське ополчення зустрілося з військом фінікійського полководця Сісери. Об'єднані великою ідеєю народного визволення і підбадьорені щасливими пророкуваннями Девори і її особистою присутністю на полі брані, ізраїльтяни поблизу Мегіддо вщент розгромили Сісеру, якому не допомогли навіть його 900 залізних колісниць. Сам Сісера знайшов смерть під час втечі з поля брані, від руки Яїл, як і пророкувала Девора , від руки Яїл (Яель) — жінки з кенітського племені, яке здавна було дружнім з ізраїльтянами. Царя Явіна було вбито пізніше.

## Новий Завіт
Барак згадується апостолом Павлом у Посланні до Євреїв — Євр.11:32 у ряді великих свідків віри — «..що вірою царства побивали, правду чинили, одержували обітниці, пащі левам загороджували..».